# ソユーズ35号
ソユーズ35号(Soyuz 35)は、サリュート6号を訪れた1980年のソビエト連邦の有人宇宙飛行である。軌道上の施設を目指す10度目のミッションで、ドッキングの成功は8度目となった。ソユーズ35号の乗組員は、人類が宇宙ステーションに滞在した4番目に長い記録となった。
レオニード・ポポフとワレリー・リューミンは、185日間を宇宙で過ごし、宇宙滞在の記録を更新した。リューミンは8か月前に前のミッションを終えたばかりだった。彼らは、ハンガリー、キューバ、ベトナムの初めての宇宙飛行士を含む4人の宇宙飛行士を宇宙ステーションに迎えた。
長期滞在の乗組員は、新たにやってきた乗組員と宇宙船を交換するのが通例である。ソユーズ35号の機体は、ソユーズ36号の乗組員が地球に帰還するのに用い、滞在乗組員は、ソユーズ37号の機体で地球に帰還した。

## 乗組員

### 打上げ時
- 船長 - レオニード・ポポフ(1)
- 操縦士 - ワレリー・リューミン(3)

### 帰還時
- 船長 - ワレリー・クバソフ(3)
- 研究者 - ファルカシュ・ベルタラン(1)

### バックアップ
- 船長 - ヴャチェスラフ・ズードフ
- 操縦士 - ボリス・アンドレーエフ

## パラメータ
- 質量: 6,800 kg
- 近点: 198 km
- 遠点: 259.7 km
- 軌道傾斜角: 51.65°
- 軌道周期: 88.81分

## 打上げと宇宙ステーションの起動
ソユーズ35号は、1980年4月9日にレオニード・ポポフとワレリー・リューミンを乗せて打ち上げられた。軌道上のサリュート6号宇宙ステーションとのランデブーが計画されていた。この打上げは、直近に行われた多数の無人宇宙ステーション活動に続いて行われた。無人試験機ソユーズT-1は、3月23日にドッキング解除し、3月25日に軌道離脱するまで、数か月の間、宇宙ステーションとドッキングしていた。無人補給船プログレス8号はその直後3月27日に打ち上げられ、後方ポートとドッキングした。4月2日までに、プログレスを用いてステーションの軌道の修正操作が何度か行われた。
当初は、ワレンティン・レベデフがフライトエンジニアを務める予定であったが、トランポリンの事故で膝を怪我したため、交代となった。バックアップの乗組員に宇宙飛行経験（ソユーズ25号の失敗のため必要となった）を持つ者はおらず、8月に6か月の宇宙滞在を終えたばかりのリューミンがレベデフに代わって再び宇宙に行くか、ミッションを延期するかの選択になった。リューミンの家族はこの一連の出来事によって動揺した。
ソユーズ35号が空いていた前ポートにドッキングすると、乗組員は4月10日に宇宙ステーションに入った。リューミンは、前の乗組員が残したノートを読んだ。彼がそのノートを書いた時には、自分自身がそれを受け取ることになるとは思ってもいなかった。サリュート6号が軌道に入って4年目であり、消耗の兆候がいくつか明らかになりつつあった。リューミンは、移動区画の2つのビューポートが透明でなくなっていることを記録した。また、流星塵や軌道上のデブリのため、窓にも多数のひびが入っていた。乗組員は、姿勢制御装置や生命維持装置の部品を交換し、新しい警報システムを設置し、ステーションの時計をRKAミッションコントロールセンターのものと同期させ、80㎏の蓄電池を追加し、プログレス8号を用いて生命維持装置のタンクに酸素と窒素を満たした。
プログレス8号のミッションは4月15日に完了した。この機体にゴミを詰め、3日後にドッキング解除、軌道離脱した。4月29日にはプログレス9号がドッキングし、翌日に水の補給が終了した。カーゴ内の物資と燃料の移動は、5月12日に完了した。この飛行で、長期滞在乗組員のためのサリュートへの補給は完了した。
その他、軽微な修復作業や、特殊なカビでプラスチック製品を作る実験、軌道上でポリウレタンフォームを用いて構造を作る実験等が行われた。

## ソユーズ36号とソユーズT-2の乗組員の来訪
プログレス9号は、5月20日にドッキング解除して、新しい乗組員を迎えるために後方ポートを空けた。ソユーズ36号は、ワレリー・クバソフとハンガリー人宇宙飛行士のファルカシュ・ベルタランを乗せて5月26日に打ち上げられた。元々は1979年6月5日の打上げを予定していたが、ソユーズ33号の失敗により延期となっていた。ソビエト連邦のインターコスモスプログラムの一環であり、友好国の宇宙飛行士が1週間、宇宙ステーションを訪れることになっていた。ファルカシュはサリュートで、乗組員が受ける放射線量の測定や無重力環境でのヒト細胞中のインターフェロンの形成の研究等の実験を行った。
クバソフとファルカシュは、長期滞在者のために新しいソユーズ36号の機体を残し、ソユーズ35号で地球に帰還した。その後ソユーズ36号は、90分間の手動操作でサリュート6号の前方ポートに移された。ソユーズ36号が乗組員の回収が可能な最も早い打上げ窓で打ち上げられ、また機体の移動が迅速に行われたことから、ソビエト連邦がソユーズ33号の失敗で失った時間を取り戻すために2度目のインターコスモスミッションを秘密裏に計画しているのではないかと推測された。実際に打上げはまもなく再開されたが、予測されたミッションではなかった。
ソユーズT-2は、ユーリイ・マリシェフとウラジーミル・アクショーノフを乗せて6月5日に打ち上げられ、ソユーズTの初の有人ミッションとなった。翌日、サリュート6号の後方ポートにドッキングした。単にソユーズの試験であったため、ミッションは2日間で終了し、地球に帰還した。
残った乗組員は、ステーションのKaskad姿勢制御装置を修理し、材料処理実験を行った。7月1日、ポポフとリューミンは、プログレス10号を迎えた。通常の補給品とともに、交換用の装置も補給船から降ろされた。補給品には、ポラロイドカメラ、カラーテレビモニター、ソビエト連邦のポップ音楽のテープ等も含まれた。補給船は、ステーションに燃料を移した後、7月17日にドッキング解除し、7月19日に軌道離脱した 。また7月19日には、ポポフとリューミンは、宇宙から1980年モスクワオリンピックの開会式が行われていたルジニキ・スタジアム（当時レーニン・スタジアム）に生中継で挨拶を送った。

## アジア及びキューバの初の宇宙飛行士とミッションの終わり
次の打上げ窓では、キューバのインターコスモスミッションが行われると予測されていたが、実際はアジア初の宇宙飛行士であるベトナム人のファム・トゥアンがヴィクトル・ゴルバトコとともにソユーズ37号に乗り、7月23日に打ち上げられた。この打上げは、オリンピック期間中に世界の注目をソビエト連邦に集めるタイミングで行われた。乗組員は宇宙船を交換し、ソユーズ36号に乗り込んで7月31日に地球に帰還した。
ソビエト連邦のメディアは、ファム・トゥアンがベトナム戦争のエース・パイロットであり、アメリカ軍機を何機も撃墜していたことから、政治的な意味合いを指摘し、オリンピックをボイコットしたアメリカに対する巧妙な報復であると解釈した。
翌日、ポポフとリューミンはソユーズ37号に乗り、機体を前方ポートに移した。このことは、次の訪問者が間をあけずに訪れるのではとの憶測を呼んだが、訪問者もプログレス補給船もすぐには来なかった。乗組員は、地上の科学者と共同でエレーナFガンマ線望遠鏡を用いた実験を行った。この実験は地上にある別の望遠鏡との比較のために行ったが、実験で用いたゴム気球が故障し、地上の研究者がそこに辿り着く前に多くの装置は盗まれてしまった。
次の着陸窓は、10月2-15日で、キューバ人宇宙飛行士の打上げは9月24日と予想されたが、ソユーズ38号が予想よりも約1週間早い9月18日に打ち上げられた。
初めてのアフリカ系宇宙飛行士でもあるキューバ人のアルナルド・タマヨ・メンデスは、ユーリ・ロマネンコとともにサリュート6号を訪れた。キューバの国民が同胞を頭上に眺められるように早めの打上げ日程が選択された。27の材料処理、医学実験が行われた。ソユーズ35号の乗組員がその後すぐに地球に帰還するため、ソユーズ38号の乗組員は、9月26日に地球に帰還する際に宇宙船の交換を行わなかった。
帰還間近の乗組員は補給品を必要としないと考えられたため、9月28日のプログレス11号の打上げは驚かれた。実際に、10月11日にはソユーズ35号の乗組員が帰還しており、プログレスからは一部が降ろされただけだった。プログレス11号の真の目的は、故障した推進システムに代わり、サリュート6号の軌道を上げることであった。乗組員は185日間の宇宙滞在という新記録を樹立したが、それまでの記録175日間に対し、国際宇宙航行連盟が求める10%以上の更新という基準を満たせず、認定されなかった。リューミンは3度のミッションで352日間を宇宙で過ごし、最長記録を更新した。通常とは異なり、乗組員は飛行中に平均2kg太った。これは、彼らが厳しい運動と食事を遵守したためであると説明された。着陸の翌日には、彼らは30分の散歩ができ、10月15日までにテニスができるようになっていた。数千枚の地球資源の写真、4万枚以上のスペクトログラムが撮影された。サリュート6号への4度目の乗組員の滞在は、過去3度の様々な技術的失敗を踏まえ、完全な成功を収めた。